# ماريو ديلاش
ماريو ديلاش (بالكرواتية: Mario Delaš) مواليد 16 يناير 1990 في كرواتيا، جمهورية كرواتيا الاشتراكية، هو لاعب كرة سلة كرواتي. بدأ مسيرته الاحترافية في سنة 2006. يلعب مع أورلاندينا باسكيت في ليغا باسكيت الدرجة الأولى كلاعب وسط. يحمل الرقم 13. يبلغ طوله 6 قدم 9.5 بوصة (2.1 م).

## المسيرة الاحترافية
لعب مع نادي سبليت لكرة السلة من سنة 2006 إلى 2010، ثم لعب مع زالغيريس لكرة السلة من سنة 2010 إلى 2013، ثم لعب مع أوبرادويرو لكرة السلة في الدوري الإسباني في موسم 2013–2014، ثم لعب مع أورلاندينا باسكيت في الدوري الإيطالي في سنة 2016.

## روابط خارجية
- ماريو ديلاش على موقع الاتحاد الدولي لكرة السلة (الإنجليزية)
- ماريو ديلاش على موقع الدوري الأوروبي لكرة السلة (الإنجليزية)
- ماريو ديلاش على موقع الدوري الإسباني لكرة السلة (الإسبانية)
- ماريو ديلاش على موقع كرة السلة الأوروبية.كوم (الإنجليزية)
- ماريو ديلاش على موقع ريلجم (الإنجليزية)
- ماريو ديلاش على موقع بروبوليرز (الإنجليزية)
- ماريو ديلاش على موقع سبورتس رفرنس (الإنجليزية)